# شاندي سيلفا
شاندي سيلفا (بالبرتغالية: Xande Silva‏) (16 مارس 1997 ببورتو في البرتغال - ) هو لاعب كرة قدم برتغالي في مركز الهجوم. شارك مع منتخب البرتغال تحت 16 سنة لكرة القدم ومنتخب البرتغال تحت 17 سنة لكرة القدم ومنتخب البرتغال تحت 18 سنة لكرة القدم ومنتخب البرتغال تحت 19 سنة لكرة القدم. أما مع النوادي، فقد لعب مع فيتوريا دي غيماريش وVitória S.C. B ‏.

## وصلات خارجية
- شاندي سيلفا على موقع الاتحاد الدولي (مؤرشف)  (الإنجليزية)
- شاندي سيلفا على موقع الدوري الأمريكي (الإنجليزية)
- شاندي سيلفا على موقع قاعدة بيانات كرة القدم.إي يو (الإنجليزية)
- شاندي سيلفا على موقع Soccerbase.com (لاعب) (الإنجليزية)
- شاندي سيلفا على موقع Soccerway.com (الإنجليزية)
- شاندي سيلفا على موقع عالم كرة القدم.نت (الإنجليزية)
- شاندي سيلفا على موقع AS.com (الإسبانية)